# أنس شلال
انس شلال (أو آندي شلال) ولد في بغداد في 21 آذار 1955 . فنان وناشط وصاحب مطعم عراقي آمريكي، شخصية معروفة بسبب موقفه المعارض للحرب الأمريكية على العراق في 2003 وكمالك لسلسلة مطاعم (Busboys and Poets) في واشنطن[ ؟ ]. بدأ أنس شلال حملته الانتخابية للترشح لمنصب محافظ واشنطن العاصمة في تشرين الثاني 2013، وهو أول أمريكي من أصل عربي يترشح للمنصب.

## حياته
انتقل شلال مع عائلته إلى الولايات المتحدة الأمريكية عام 1966. كان والده يشغل منصب سفير جامعة الدول العربية وبعد أن استلم صدام حسين السلطة لم يستطيعوا العودة. وفي سعيه لإعالة عائلته اشترى والد شلال مطعم للبيتزا في انادال فيرجينيا. عمل أنس شلال في مطعم والده وتعلم اصول هذا العمل. تخرج من الجامعة الكاثوليكية الأمريكية والتحق بعدها بجامعة هاورد الطبية. عمل شلال في المعهد القومي للصحة كباحث في علم المناعة الطبي.

## مطاعم
من خلال خبرته في العمل في مطعم والده، شارك شلال اخاه الأكبر توني في تأسيس مطعم لأكلات البحر الأبيض المتوسط عام 1987. افتتح في نفس الزاوية من الشارع فرع سماه مقهى لونا وبعدها افتتح مشويات لونا. في عام 2000 افتتح شلال حانة ميمي الأمريكية التي تتميز بأن النادلين يغنون ويرقصون ويعزفون على البيانو خلال خدمتهم للزبائن. سوق شلال اهتماماته عن طريق هذه المطاعم. في سبتمبر 2005، افتتح مطعم مساعدو النادل والشعراء في الحي التاريخي في شارع U. يتضمن المطعم مكتبة وفضاء لتقديم العروض وجداريات من أعمال شلال. حقق المطعم نشاطا فوريا خاصة بين الجاليات والنشطاء ضد الحرب على العراق من أبرز زبائن المطعم هاورز زين وأليس والكر وكورنال ويست وهاورد دين. في يوليو 2007 افتتح شلال الفرع الثاني لمطعم مساعدو النادل والشعراء في أرلنغتون، تكساس، وافتتح الفرع الثالث في 2008 في واشنطن[ ؟ ]، والفرع الرابع في هياتسيفل. مطعم ايتونفيل

## مطعم ايتونفيل
هو مطعم ذو طابع جنوبي افتتحه في عام 2009 انس شلال مؤسس سلسلة مطاعم مساعدو النادل والشعراء. يقع المطعم في ممر شارع U في واشنطن[ ؟ ] حيث يقع مطعم مساعدو النادل والشعراء. الثقافة والتاريخ أجزاء مهمة في المطعم، وقد سمي المطعم وأخذ طابعه من مدينة ايتونفيل وهي موطن زورا نيل هورستون _ المؤلفة والفولكلورية الأمريكية في عصر نهضة هارلم.

## خلفية
طالما أراد شلال ان يستخدم هورستون كملهمة له في مطاعمه. في 2007 بينما كان يتحدث عن خططه لإنشاء المطاعم قال شلال: «أود لو تتحد زورا نيل هورستون مع الاسم، اود لو أأخذ الادب (المؤلفين) وأستخدمهم كمقافز». هو اختارها لأنه درس خلال الكلية عن عصر نهضة هارلم واراد ان يستخدم شخص عاش في تلك الفترة وفي نفس الوقت له اتصال بواشنطن. ايتونفيل قدم الولاء لهورستون من خلال الجداريات التي كان يرسمها الفنانين المحليين. اختار شلال كارلا هول من برنامج مسابقات تلفزيون الواقع Top Chef Judged لاختيار طاهي مطعم ايتونفيل.
كتبت ايمي كافنوف في المقرر D C: "في افتتاحية الربيع لأيتونفيل _ مطعمه الذي أخذ طابعه من الكاتبة زورا هورستون _ حاول شلال ردم الفجوة الادبية بين زورا ومعاصرها الكاتب لانغستون هوغس _ الذي سمي مطعم مساعدو النادل والشعراء تكريما له _. الكاتبان حاولا التعاون في مسرحية مول بون لكن الامور لم تجرِ كما أرادا، يقول شلال: "هما اختلفا على حقوق النشر لكنني اعتقد انهما ارادا ان يكونا اصدقاء". ويرى أن وجود المطعمين في شارعين متقابلين بمثابة فرصة لإعادة اتحاد هذين الكاتبين.

## مبادرة أنس الخضراء
مساعدو النادل والشعراء هو مطعم شعبي صديق للبيئة، تحتوي قائمة الطعام في المطعم على الكثير من البدائل النباتية والبيرة والنبيذ العضوي، وتستخدم طاقة الرياح والمنتجات القابلة للإعادة التدوير في عمله. المكان أكثر بكثير من مجرد مطعم فهو يضم محل تجاري ومكتبة ومكان للعروض الموسيقية والمناظرات الشعرية ويعرض غالبا أعمال لفنانين محللين. «إذا كان بإمكانك ان تغير شيئا واحداً في مجال الأعمال الخضراء، فماذا سيكون؟ اجعله اقل نخبوية وأكثر وصولا إلى المواطنين العاديين. لحد الآن الأعمال الخضراء هي مرادف للغلاء وهذا يحتاج إلى تغيير، يجب ان تكون الكلفة أكثر فعالية لتفعيل الأعمال الخضراء، فالأعمال الخضراء تواجه تكاليف باهضة».

## الجوائز
حصل شلال على جائزة صوت ابطال الديمقراطية في 21 من أكتوبر 2010. رسم شلال جدارية بعنوان «نظام الضريبة بدون تمثيل» والتي بيعت في المزاد لصالح تصويت D C. يقول شلال: «عندما حصل العراق على حقوقه في الانتخاب أصبحت قادراً على التصويت في العراق، كنت مندهش من اني استطيع التصويت في تمثيل الحكومة ولا استطيع الانتخاب في مدينتي التي اعيش فيها الآن».

## نشاطه
أسس شلال وشارك في تأسيس عدد من الحركات ومنظمات السلام[ ؟ ] وشغل مناصب قيادية في العديد منها. أسس مقهى السلام _ قبل الغزو الأمريكي عام 2003 _ والذي كان يروج للحوار العربي-اليهودي، ب 800 عضو كان هو التجمع الأكبر من نوعه في واشنطن[ ؟ ] . شلال هو زميل سلام في بذور السلام والناطق باسم مركز التعليم والسلام في 1[ ؟ ] ((EPIC ورئيس مجلس الأمناء في رؤية إبراهيم وهي مؤسسة تجمع الطلاب اليهود والعرب. حصل على جائزة منظمة الامم المتحدة لحقوق الإنسان وحصل على لقب رجل العام من مركز واشنطن للسلام. عام 2005، تحدث شلال في الخطاب الافتتاحي المضاد للرئيس جورج جورج بوش الذي اقيم في متنزه مالكوم اكس. لاحقا في نفس العام، زار شلال مخيم شيهان الاحتجاجي في كراوفورد، تكساس وزوده بالطعام. يعمل شلال كمحلل للسياسة الخارجية في معهد مجلس الأمناء اليساري للدراسات السياسية وعضو حالي كأمين صندوق. في 2010، منح شلال جائزة من قبل التحالف الثقافي لواشنطن الكبرى لجهوده في دعم جالية الفنون المحلية. في 12 من أكتوبر 2010، حصل شلال على جائزة أبطال الديمقراطية من قبل DC Vote لجهوده في دعم حصول شعب مقاطعة[كولومبيا] على حقوقهم في الانتخاب.

## جداريات
رسم شلال جدارية في مقر ال IPS في شارع NW، الجدارية تتحدث عن قصة المعهد والحركات الاجتماعية التي يضمها. رسمت الجدارية على عدة مئات من الأمتار المربعة والتي تلتف حول غرفة الاجتماعات المكونة من 50 مقعد. تضمنت الجدارية رسم للقس مارتن لوثر كينغ الابن وعضو مجلس مجلس الشيوخ الراحل بول ولستون، تضمنت أيضا رسم للدبلوماسي التشيلي وزميل IPS اورلاندو ليتلير ومساعده روني موفيت الذين قتلا في انفجار سيارة مفخخة في قوس السفارة عام 1976. تصور الجدارية الدكتاتور التشيلي اوغستو بينوشيت يبكي حاملا منديل. كعضو في IPS فقد رسم شلال الجدارية بدون مقابل. رسم شلال جدارية عن موضوع حركات الحقوق المدنية في مطعمه مساعدو النادل والشعراء بعنوان «سلام في جدار الكفاح» وقد رفض وضع توقيعه عليها قائلا ان ذلك سيكون بمثابة «لمسة أخيرة» تمنعه من إجراء تعديلات على اللوحة فيما بعد.

## عائلته
يعيش شلال حاليا في واشنطن[ ؟ ] مع زوجته مارجان وابنتيه ليلى ونينا

## وصلات خارجية
- www.busboysandpoets.com
- www.eatonvilleresturant.com[وصلة مكسورة]